# Kiadatás (jog)
A kiadatás a nemzetközi bűnügyi jogsegély egyik formája. Az alkotmányjog, a nemzetközi jog és a büntetőjog területét egyaránt érintő jogintézmény.
A kiadatásnak az a lényege, hogy az egyik állam kéri arra a másikat, hogy konkrét személyt bűncselekmény elkövetése miatti eljárás lefolytatása érdekében számára bocsásson rendelkezésre, "adjon ki".

## Magyar állampolgár kiadatása
A magyar jog  - főszabályként - csak külföldi állampolgár illetve hontalan személy kiadatását teszi  lehetővé.
Ha a nemzetközi bűnsegélyről szóló törvény kivételt nem tesz,  magyar állampolgár kiadatásának csak akkor van helye, ha
- a) a kiadni kért személy egyidejűleg más állam állampolgára is, és
- b)  Magyarország területén nem rendelkezik lakcímmel.[1]

## A kiadatási letartóztatás
A kiadatáshoz kapcsolódik a nemzetközi jogi illetve büntető eljárásjog területére tartozó kiadatási letartóztatás. Ha külföldi hatóság kér kiadatást, és megkereséséhez bűnösséget megállapító, végrehajtható ítéletet vagy elfogatóparancsot csatol, a bíróság elrendeli a kikért  személy letartóztatását - amennyiben a kiadatásnak helye van az adott esetben.